# Harry Potter (serie de filme)
Seria de filme Harry Potter cuprinde filme bazate pe cele șapte romane Harry Potter scrise de autoarea britanică Joanne Rowling (J. K. Rowling), care îi au ca protagoniști pe Daniel Radcliffe (Harry Potter), Rupert Grint (Ron Weasley) și Emma Watson (Hermione Granger).
Seria de filme Harry Potter este prima pe Lista filmelor cu cele mai mari încasări din toate timpurile fără influența inflației, cu peste 5 miliarde $ de încasări. Seria este formată, până în 2011, din opt filme, inclusiv cel mai recent, Harry Potter si Talismanele Morții partea a II-a (film).

## Lista filmelor Harry Potter
| Titlu                                         | În română                                     | Regizor        | Premiera | Note   |
| --------------------------------------------- | --------------------------------------------- | -------------- | -------- | ------ |
| Harry Potter and the Philosopher's Stone      | Harry Potter și Piatra Filozofală             | Chris Columbus | 2001     | [ 3 ]  |
| Harry Potter and the Chamber of Secrets       | Harry Potter și Camera Secretelor             | Chris Columbus | 2002     | [ 4 ]  |
| Harry Potter and the Prisoner of Azkaban      | Harry Potter și Prizonierul din Azkaban       | Alfonso Cuarón | 2004     | [ 5 ]  |
| Harry Potter and the Goblet of Fire           | Harry Potter și Pocalul de Foc                | Mike Newell    | 2005     | [ 6 ]  |
| Harry Potter and the Order of the Phoenix     | Harry Potter și Ordinul Phoenix               | David Yates    | 2007     | [ 7 ]  |
| Harry Potter and the Half-Blood Prince        | Harry Potter și Prințul Semipur               | David Yates    | 2009     | [ 8 ]  |
| Harry Potter and the Deathly Hallows – Part 1 | Harry Potter și Talismanele Morții. Partea 1  | David Yates    | 2010     | [ 9 ]  |
| Harry Potter and the Deathly Hallows – Part 2 | Harry Potter si Talismanele Morții. Partea II | David Yates    | 2011     | [ 10 ] |

## Seriale de televiziune
- Winx Club
- UBOS: Ultimate Book of Spells